# La Revue de l'histoire
La Revue de l'histoire est une revue trimestrielle traitant de sujets reliés à l'histoire.

## Description
Cette revue trimestrielle de minimum 128 pages quadri se présente sous un format poche (21 × 21 cm). Approchant 60 numéros en 10 ans, La Revue de l'histoire se décrit elle-même comme menant « une approche historique originale, sans tabou ni a priori, qui correspond à une nouvelle grille de lecture de notre passé pour le XXIe siècle. Cette revue offre une nouvelle vision percutante de l’ensemble des événements qui constituent notre passé. La Revue de l'histoire s'attache à déceler, à partir du passé, les grandes tendances géostratégiques de nos civilisations, avec leurs rapports de force politiques et mentaux. Ces analyses sont présentées par une équipe refondée d'historiens, de juristes, de professionnels des médias qui ont tous travaillé au cœur de grandes entreprises françaises, tout en continuant des recherches dans des domaines aussi variés que la psychologie, l'économie, l'art, et, bien sûr... l'histoire ».

## Nouvelle formule
Depuis le numéro 41 (Turquie, la vérité), La Revue de l'histoire a fait des progrès au niveau de la maquette et de la présentation, en plus des nouvelles rubriques qui sont nommées ainsi : Chroniques de l'histoire, Histoire du Monde, Interview, Histoire des entreprises, Histoire des arts, Histoires des livres. 
Le format du magazine est passé en 21 x 27,5. 
Depuis le numéro 77 (« 14-18 : Les Massacres ») en 2015, le magazine a subtilement changé sa présentation, la maquette étant confiée à l'infographiste bordelais Pierre-Michel Viart. 

## Liste des numéros de la nouvelle formule
- Numéro 41 - Turquie, la vérité
- Numéro 42 - Le massacre de 1870
- Numéro 43 - 1956, Suez ... La faute
- Numéro 44 - L'extrême droite est elle morte ?
- Numéro 45 - Les Prussiens arrivent !
- Numéro 46 - La Commune sanglante
- Numéro 47 - Les chrétiens francs-maçons
- Numéro 48 - 1918, la Der des Ders
- Numéro 49 - Nos ancêtres les Romains
- Numéro 50 - La Guerre Froide
- Numéro 51 - La mort des Gaulois
- Numéro 53 - La France éternelle
- Numéro 55 - Les rois artistes
- Numéro 56 - Les racines chrétiennes de l'Europe
- Numéro 57 - Spécial châteaux : la Renaissance